# Кінетоскоп

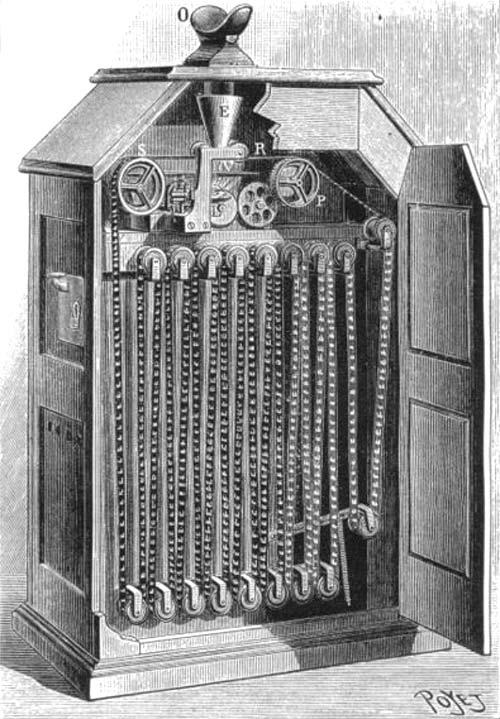
Внутрішність кінетоскопа з вічком згори

Кінетоскоп (англ. Kinetoscope) (грец. «базальне тільце» - рухомий і «скопео» - дивитися) - рання технологія кінематографа для показу рухомих зображень, викуплена і переіменована в 1891 році Томасом Едісоном. На відміну від сучасного кінопроєктора кінетоскоп не давав можливості колективного перегляду на екрані, а був призначений для індивідуального глядача, котрий спостерігав зображення через окуляр.

## Принцип дії
Кінетоскоп вдавав із себе дерев'яний ящик, всередині якого була натягнута на роликах кіноплівка, безперервно рухається повз окуляра, розташованого на верхній кришці апарату. Змазування зображення, що спостерігається через окуляр на освітленій електролампою кіноплівці, запобігати обтюратором з малим кутом розкриття. Едісон планував також створити кінетоскоп для перегляду об'ємних зображень за аналогією з що ще стереоскопом, але через те, що почалася конкуренція з іншими пристроями, незабаром відмовився від цієї ідеї. Одним з головних недоліків конструкції, який зумовив індивідуальний спосіб перегляду, була низька світлова ефективність. Через безперервного руху кіноплівки повз окуляра, кінетоскоп вимагав дуже коротких спалахів світла для отримання хоча б відносної стійкості зображення. Це позбавляло можливості забезпечити достатню яскравість при проєкції на екран. Вжиті після перших успіхів апарату Едісона численні спроби інших винахідників удосконалити його, увінчалися появою «сінематограф» братів Люм'єр, в якому плівка рухалася переривчасто за допомогою грейфера.
Товариство з обмеженою відповідальністю «Кінетоскоп» знімало фільми для своїх апаратів за допомогою «Кінетограф», але для перегляду згодом виявилися придатні також кіноролики, зняті іншими пристроями. Формат 35-мм кіноплівки, вперше розроблений Едісоном для кінетоскопа, швидко став загальним стандартом і дозволив здійснювати обмін фільмами, виготовленими різними апаратами. У момент появи технології теоретичних обґрунтувань частоти зйомки і проєкції ще не існувало, тому швидкість кіноплівки варіювалася в апаратах в межах 30 - 40 кадрів в секунду. При перегляді, завдяки інерції зору, складалося враження рухомого зображення. Ролик кіноплівки «Кодак-Едісон» стандартної довжини 50 футів при частоті показу 40 кадрів в секунду мав тривалість не більше 20 секунд. Деякі фільми знімалися і демонструвалися при зниженій частоті, оскільки кіноплівка більшої довжини не випускають. Вважається, що ролик про атлета Сандова з «першої десятки» кінопрокату Едісона був знятий зі швидкістю 16 кадрів в секунду, щоб подовжити час перегляду до 50 секунд.